# Orden del Coraje (Libia)
La Orden del Coraje (en árabe: وسام الشجاعة‎) es la máxima condecoración de Libia.
La medalla consiste en una placa de 68 mm pendiendo de una cinta roja. Fabricada por la empresa Bomisa de Milán.
La Orden del Coraje se concedió por acciones en favor de la Revolución. En 1977 fue modificada su reglamentación para imponerse también a extranjeros, y ese año el primer galardonado internacional fue Fidel Castro. Otros condecorados fueron: Muamar el Gadafi (Líder y Guía de la Revolución), Muntazer al Zaidi (periodista iraquí que arrojó un zapato en desprecio de G. W. Bush) y Abu Abid bin Mingash (campesino iraquí que en 2003 derribó con un rifle viejo a un helicóptero de ataque de EUA).